# Ivana Selakov
Ivana Selakov (Beograd, 8. novembar 1978) srpska je pop-folk pevačica, pobednica Evrovizije kao prateći vokal Marije Šerifović.

## Biografija
Ivana Selakov je rođena 8. novembra 1978. godine u Beogradu. Odrasla je u Somboru gde je završila osnovnu školu i Gimnaziju — društveno-jezički smer. Posle srednje škole najpre je studirala na Biološkom fakultetu Univerziteta u Beogradu, da bi 2002. godine diplomirala Dizajn zvuka i muzičku produkciju na Akademiji umetnosti u Beogradu. Dve godine je bila članica grupe , sa kojom je 2007. učestvovala na Pesmi Evrovizije i sa Marijom Šerifović odnela pobedu za Srbiju. Godine 2010. izdala je album u Grand produkciji pod nazivom Sreća. Snimila je duet sa Darkom Radovanovićem Ako je do mene koji je postao hit. Nakon drugog albuma pod nazivom Probijam led niže nekoliko hit dueta sa pevačem Acom Lukasom — Daleko si, Omaklo mi se i Ljubav u doba kokaina. Dobitnica je preko 15 nagrada za najboljeg ženskog izvođača, duet godine kao i hit godine. Kao prateći vokal je sarađivala sa skoro svim imenima estrade, a ima u fonoteci preko 3.000 otpevanih pratećih vokala na pesmama kolega. Već devet godina se bavi i edukacijom mladih vezano za vokalnu tehniku i pevanje, pa je tako bila mentor mnogim mladim pevačima. Već tri sezone je deo stalnog sastava žirija dečijeg takmičenja Neki novi klinci koja se emitovala u Srbiji, u Bosni i Hercegovini i u Severnoj Makedoniji.

## Diskografija

### Albumi

#### Sreća(2010)
1. Uradi mi to
2. Ako je do mene (ft. Darko Radovanović)
3. Srce gubitnik
4. Otplovimo
5. Uteha
6. Briga me
7. Sad odlazi
8. Moje je ime sreća
9. Nek’ na tvoju dušu ide sve

#### Probijam led(2012)
1. Tuga k’o i svaka druga
2. Daleko si (ft. Aca Lukas)
3. Probijam led (ft. DJ Shone)
4. Pobediću bol
5. Jastuci
6. Naše malo slavlje
7. Igraj dok postojiš (ft. DJ Shone / Sha)
8. Mesec dana
9. Između redova
10. Heroj
11. Probijam led (remiks — DJ Shone)

#### S.O.S(2016)
1. Samačka
2. Agonija
3. Polovna
4. Omaklo mi se (ft. Aca Lukas)
5. Grad grad
6. Tek sad
7. Bolujem godinama
8. SOS
9. Ljubav u doba kokaina (ft. Aca Lukas)
10. Godine i laži
11. Nema plana (ft. )

### Singlovi
- Grad grad
- Bolujem godinama
- Tek sad
- Nema plana (ft. )
- Omaklo mi se (ft. Aca Lukas)
- Ljubav u doba kokaina (ft. Aca Lukas; pesma iz istoimene predstave)
- SOS
- Godine i laži
- Samačka
- Dobrodošao među bivše
- Ima nešto
- Da se opet rodim (ft. Mirza Selimović)
- Promukla od bola
- Spasi me budalo
- Eto zato
- Ona druga
- Muški izrod
- Hitno (ft. DJ Shone)
- Boli, boli (ft. Amar Jašarspahić)
- Bubamaro
- Ti i ja (ft. Sedativ bend)
- Etiketiran
- Baksis
- Dozivotno
- Margina

### Videografija
| Naslov                | G     | Režiser                      |
| --------------------- | ----- | ---------------------------- |
| Ako je do mene        | 2010. | Al Hamed                     |
| Otplovimo             | 2010. |                              |
| Moje je ime sreća     | 2010. |                              |
| Uradi mi to           | 2010. |                              |
| Igraj dok postojiš    | 2011. | Đorđe Trbović ()             |
| Naše malo slavlje     | 2011. |                              |
| Daleko si             | 2011. |                              |
| Probijam led          | 2012. |                              |
| Pobediću bol          | 2012. |                              |
| Mesec dana            | 2012. |                              |
| Grad, grad            | 2013. | Nemanja Novaković            |
| Bolujem godinama      | 2013. | Nemanja Novaković            |
| Tek sad               | 2013. | Nemanja Novaković i          |
| Nema plana            | 2014. |                              |
| Omaklo mi se          | 2014. |                              |
| Ljubav u doba kokaina | 2015. | —                            |
| SOS                   | 2015. | Nikola Zivić                 |
| Godine i laži         | 2015. |                              |
| Samačka               | 2016. |                              |
| Agonija               | 2016. |                              |
| Polovna               | 2016. |                              |
| Dobrodošao među bivše | 2016. | Nemanja Novaković            |
| Ima nešto             | 2017. | Andrii Palekha Film          |
| Da se opet rodim      | 2017. | Video produkcija Aranđelovac |
| Promukla od bola      | 2018. |                              |
| Spasi me budalo       | 2019. | David Mićić                  |
| Eto zato              | 2019. | David Mićić                  |
| Ona druga             | 2019. |                              |
| Muški izrod           | 2019. | David Mićić                  |
| Hitno                 | 2019. |                              |
| 011                   | 2020. | Nenad Jakovljević            |
| Boli, boli            | 2020. | Amar Gegić                   |
| Bubamaro              | 2021. |                              |
| Etiketiran            | 2022. |                              |
| Bakšiš                | 2023. |                              |
| Doživotno             | 2023. |                              |
| Margina               | 2023. |                              |
| Kamata                | 2024. |                              |
| Moro mou              | 2024. |                              |

## Sinhronizacijske uloge
| God.  | Naslov          | Uloga                        |
| ----- | --------------- | ---------------------------- |
| 2012. | Kralj lavova    | Ljubav je u vazduhu, solista |
| 2017. | Lepotica i zver | Peruška                      |

## Spoljašnje veze
- Ivana Selakov na sajtu  (jezik: engleski)
- Ivana Selakov — „Moje pesme nisu instant hitovi” (poznati.info)